# Серна
Се́рна (лат. Rupicapra rupicapra) — парнокопытное млекопитающее из подсемейства козьих семейства полорогих, обитающее в Европе и Малой Азии.

## Название
Серна — из др.-рус. серна́, от праславянского *sьrna < ПИЕ *ḱerh₂- «рог», то есть изначально буквально «рогатая». Однако в праславянском и в прабалтославянском соответствующее слово означало не серну, а косулю. Значение «серна» характерно только для восточно-славянских языков. Например, болг. сърна и лит. stirna означают косулю.
Родственные слова — лат. cerva «олениха» и корова, которое считают заимствованием из какого-то кельтского языка.
Латинское слово для серны rupicapra означает буквально «скальная коза», хотя на живой латыни серну могли называть и просто козой (capra), ланью (dama) или маленькой оленихой (cervula).

## Описание
Размеры серны составляют примерно один метр в длину и 75 см в холке. Хвост весьма короткий, его длина не превышает 8 см. Вес серны составляет от 30 до 50 кг. У неё компактное и сильное телосложение со стройной шеей, короткой мордой, острыми ушами, чья длина составляет почти половину длины головы. У серны длинные стройные ноги с плоскими копытами, а также достигающие 25 см изогнутые назад рога, присущие обоим полам. За ними расположено отверстие, из которого во время периода спаривания выделяется слизистый, дурно пахнущий секрет.
Летом серны красно-бурого цвета, на животе окраска светлая красно-жёлтая. На спине у неё черно-бурые полоски, шея желтовато-белая. Задняя часть ног белая, хвост с нижней стороны и на кончике чёрный. От ушей до глаз простирается чёрная полоска. Зимой серны сверху тёмно-коричневые, снизу белые. Ноги и голова жёлто-белые.

## Распространение

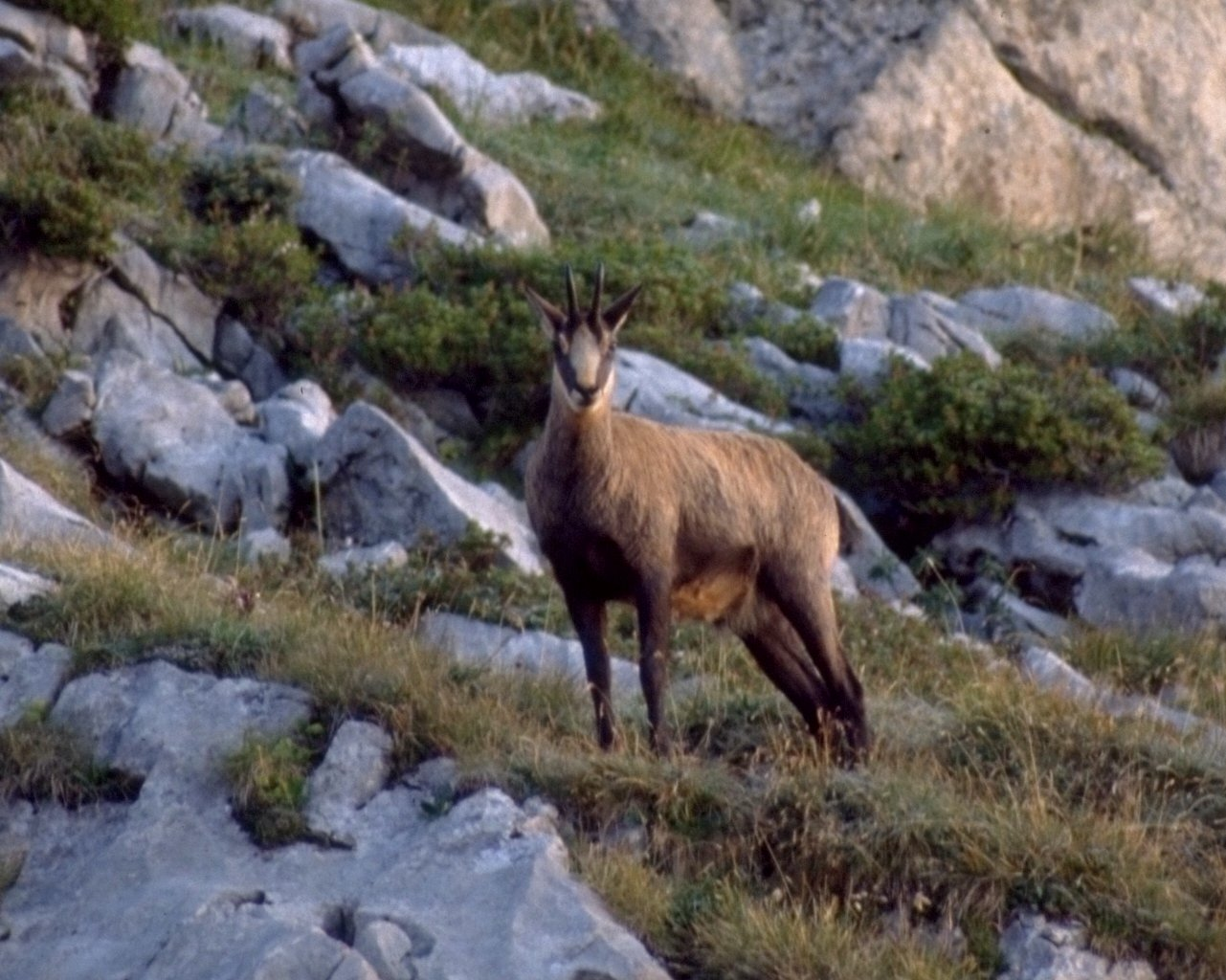
Серна в горах

Серны обитают в Альпах и встречаются от французской Савойи до Далмации, а также в Пиренеях, Вогезах, Балканских горах и в Карпатах. К их ареалу относятся также Большой и Малый Кавказ, Понтийские горы и Малая Азия. В России серны населяют лишь Большой Кавказский хребет. Охотнее всего серны населяют возвышенные лесные пояса, летом часто поднимаются ещё выше в горы. Если внизу ей слишком сильно досаждают, она поднимается в почти недостижимые для человека скалистые местности, откуда ранним утром делает вылазки на горные луга между скалами. Зимой спускается в леса.

## Поведение
Самки и молодняк живут в небольших стадах от 15 до 30 животных. Социальные связи меняются в зависимости от времён года. Летом они весьма интенсивны. Один из зверей всегда исполняет функцию стража и оповещает остальных при опасности свистоподобным звуком. По мере того, как дело приближается к зиме, связывающие узы стада становятся слабее, некоторые стада перемешиваются, другие просто распадаются. Как правило, стадом предводительствует опытная самка. Взрослые самцы живут поодиночке и посещают стада только поздним летом. Прогоняя подрастающих молодых самцов, они сражаются с другими соперниками за право спаривания с самками стада, которое происходит во второй половине ноября.
В конце мая или в начале июня у серны рождаются от одного до трёх детёнышей, которые следуют за матерью и в течение трёх месяцев питаются исключительно материнским молоком. Половая зрелость достигается в возрасте от двух до трёх лет, у самок раньше, чем у самцов. Продолжительность жизни у самок составляет 20 лет, у самцов — 15.
Пища серн состоит из молодых побегов альпийских кустарников и деревьев, а также из трав и листвы. Зимой они не брезгуют также мхами и лишайниками.

## Враги и опасности
Естественными врагами серн являются рыси, волки и медведи. Иногда молодняк серны становится добычей беркута. Опасность для серн также представляют скатывающиеся вниз камни и осколки скал, также лавины, в которых погибают прежде всего детёныши. В тяжёлые зимы многие серны становятся жертвой голода.

## Подвиды
Выделяют до 7 подвидов серны:
- Rupicapra rupicapra rupicapra — Обыкновенная серна[3], номинативный подвид, населяет Альпы;
- Rupicapra rupicapra asiatica — Анатолийская серна[3], или турецкая серна[3], восточная и северо-восточная Турция, некоторыми исследователями выделяется в самостоятельный вид Rupicapra asiatica[3];
- Rupicapra rupicapra balcanica — Балканская серна[3], горы Балканского полуострова;
- Rupicapra rupicapra carpatica — Карпатская серна[3], населяет Карпаты, некоторыми исследователями выделяется в самостоятельный вид Rupicapra carpatica[3];
- Rupicapra rupicapra cartusiana — Шартрская серна[3], горный массив Шартрёз на западной оконечности Французских Альп;
- Rupicapra rupicapra caucasica — Кавказская серна[5], Кавказские горы;
- Rupicapra rupicapra tatrica — Татры.

## В геральдике
Изображения серны можно встретить на гербах муниципалитетов Европы.

Герб Шамуа, Италия
Герб Вальсаваранша, Италия
Герб Альто-Анеу, Испания
Герб Кройта, Германия
Герб Кюблиса, Швейцария
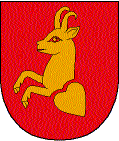
Герб Петтноя-на-Арльберге, Австрия